# Kanō Minoru
Pour les articles homonymes, voir Kanô.
Kanō Minoru (嘉野 稔) est un artiste sculpteur japonais du XXe siècle, né le 25 avril 1930 à Tokyo, mort le 12 février 2007.

## Biographie
Après des études à Université des arts de Tokyo, il vient à Paris en 1957 où il travaille à École des Beaux-Arts de Paris et à l'Académie de la Grande Chaumière. En 1965, il participe à la Biennale de Paris et en 1967 à celle de Tokyo ainsi qu'aux principaux salons parisiens. Après avoir influencé par les arts classiques, et par la statuaire romane (on raconte qu'il vient à Paris pour sculpter une réplique de l'Ève de Gislebertus d'Autun), il se tourne vers l'abstraction, dans les années 1960, et après le plâtre, le bronze et la pierre, il préfère le bois, les métaux et surtout les résines synthétiques qui permettent un modelage plus souple et plus minutieux. Obtenus par compression d'une masse de matière, ses volumes sont très denses, comme animés par une poussée interne.
- 1949 : Université Nationale des Arts de Tokyo.
- 1954 : Prix de la Jeune Sculpture, Tokyo.
- 1957 : Bourse d'études du gouvernement français, s'installe à Paris, fréquente l'Atelier Janiot à l'École nationale supérieure des beaux-arts de Paris.
- 1958 : Fréquente l'atelier Zadkine - Académie de la Grande Chaumière, Paris.
- 1959-1964 : Étudie l'art roman. Réalisation de la reproduction en pierre, grandeur nature de la célèbre « Éve d'Autun » de Gislebertus.
- 1964 : Abandonne le marbre et la pierre. Travaille l'époxy, composite à base de résine.
- 1973 : Participe au symposium de sculpture de Sénart.
- 1992 : Réalisation du trophée « Prix Unesco pour la promotion de l'art ». Travaille exclusivement le contreplaqué.